# Palazzo di Brazzà

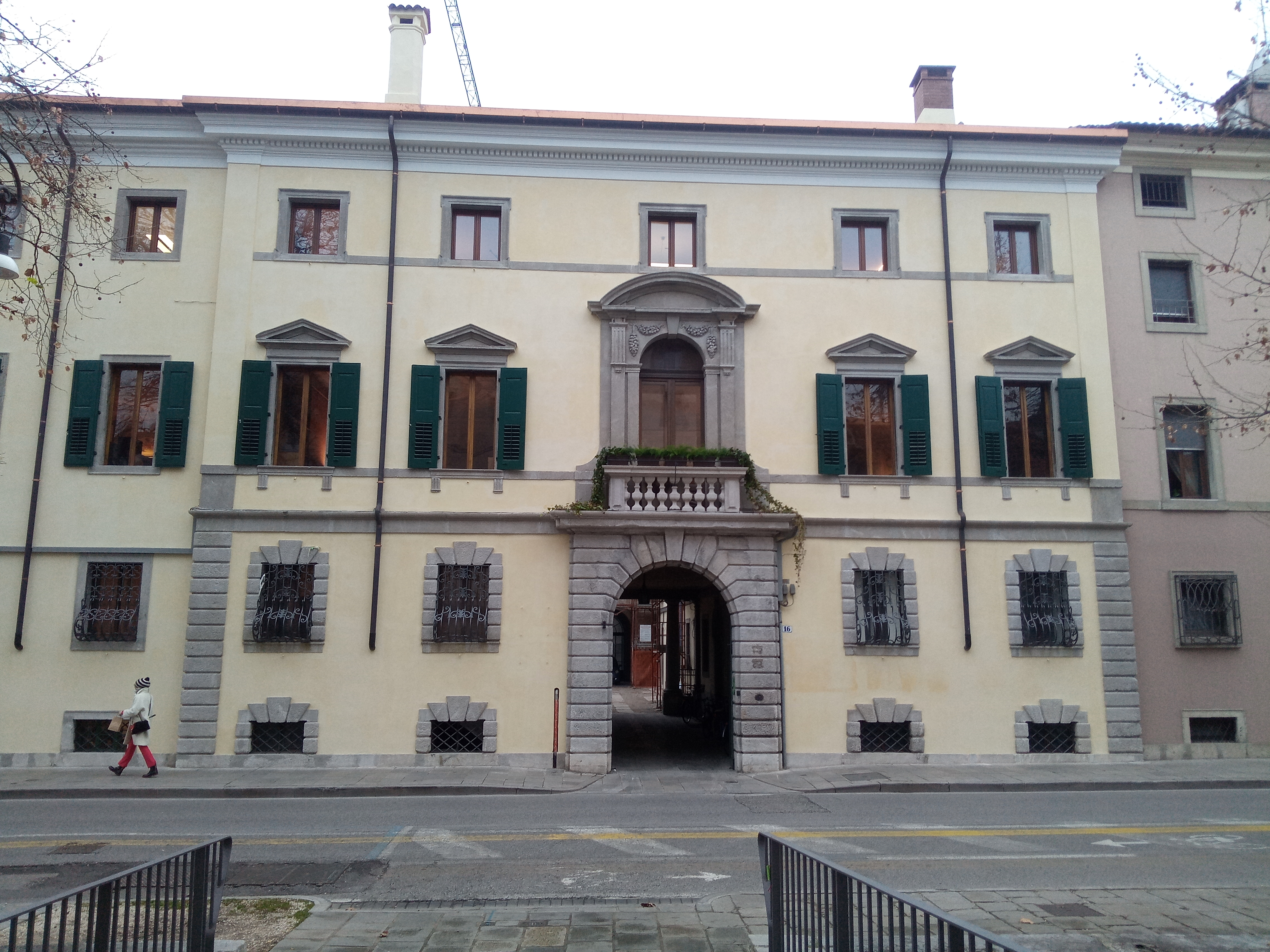
Palazzo di Brazzà

Palazzo di Brazzà è una residenza urbana che si trova nel centro storico di Udine che storicamente apparteneva alla famiglia di Brazzà.

## Storia
Già all'inizio del XVI secolo l'edificio esisteva nel Borgo Santa Maria e apparteneva al casato dei Colloredo. Tra il XVI secolo e il XVIII secolo, il palazzo subì varie modifiche che lo portarono alla forma attuale. Nel 1783 l'edificio passò al conte di Brazzà. Ivi soggiornarono Ascanio Brazzà, e il famoso figlio Pietro Savorgnan di Brazzà, esploratore, come il padre e fondatore della città di Brazzaville.
Successivamente vi abitò il giornalista Pacifico Valussi. Nel corso dell'800 l'edificio non subì modifiche al piano terra con l'inserimento di negozi, come altri palazzi cittadini. Attualmente il palazzo appartiene a una società immobiliare.

## Descrizione
Dal punto di vista tipologico il palazzo segue lo schema dei palazzi cittadini friulani, fortemente influenzati dall'architettura veneziana. Anche qui un grande atrio al pian terreno al quale si accede passando per un grande portone incorniciato dall'alto con una mondanatura in conci regolari in bugnato, una divisione tripartita della facciata delimitata da paraste sempre in bugnato con al centro il portone e sopra il balcone ad arco con poggiolo, che indica il salone d'onore, arricchito da un motivo a festone, fiancheggiato da pilastrini, paraste, in parte lisci in parte scanalati, che sorreggono la sovrastante lunetta. Ai lati si articolano tre piani di finestre rettangolari abbellite da cornici in pietra, timpani e inferriate bombate. Nel retro del palazzo si trova la corte.
Ai piani superiori si accede dal sottoportico. Lo scalone è monumentale e scenografico, caratterizzato da un'architettura a pietra viva con ringhiera in ferro e legno sostenuto da colonne ioniche e pilastri sormontati da canestri di frutta. Le pareti e le superfici sono affrescate. Da qui si accede direttamente al salone principale, a fianco del quale si trova un corridoio che dà su tre sale decorate.

## Decorazioni

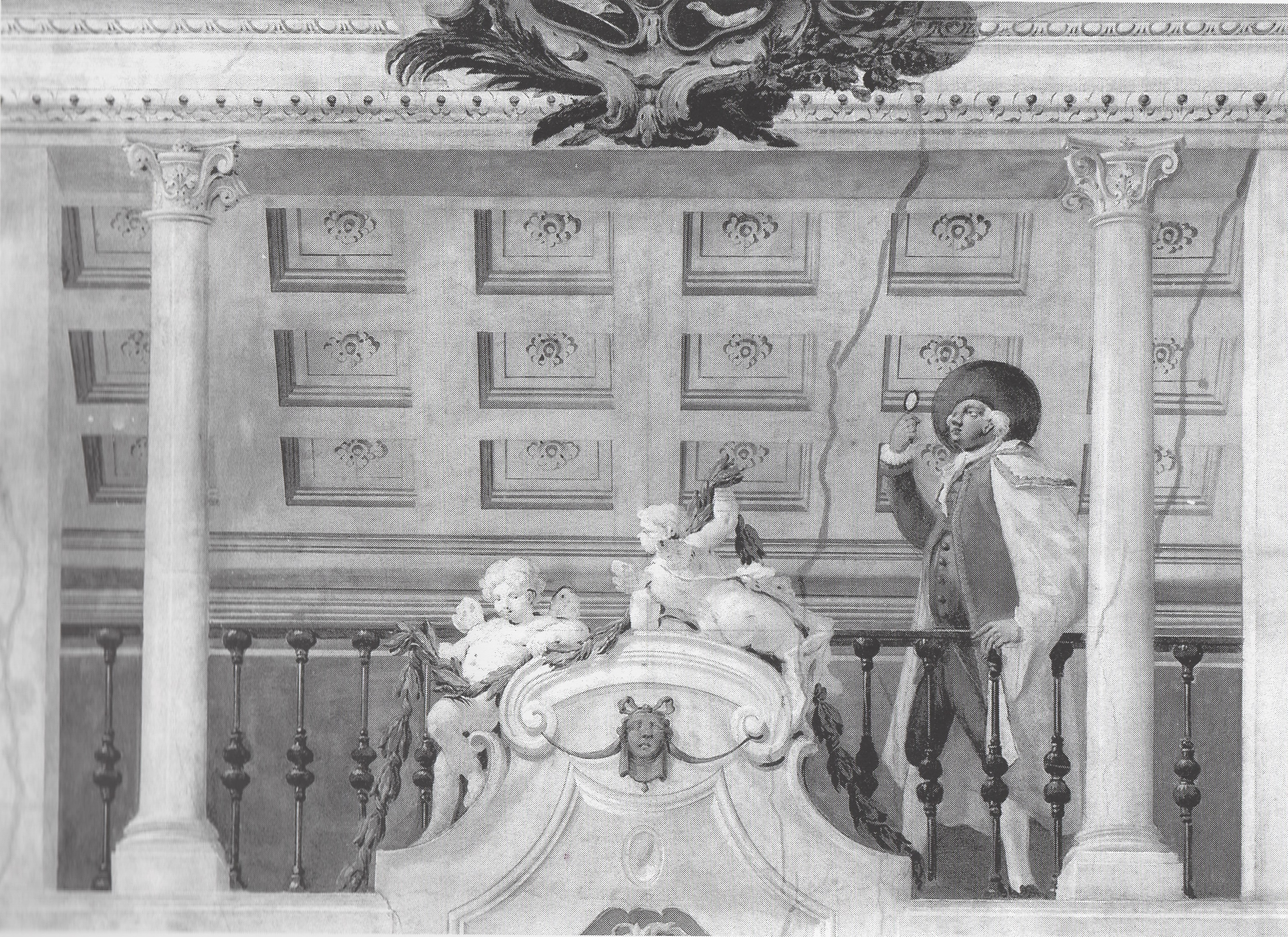
L'affresco dell'uomo con monocolo

le pitture all'interno del palazzo di Brazzà sono inedite e di difficile attribuzione. Le ultime ricerche, che fino ad ora proponevano il nome di Giambattista Canal, portano a riconoscere invece nel pittore Andrea Urbani il vero autore.
Scala:
- Nicchie dipinte con figure mitologiche;
- monocromi;
- uomo con monocolo che rivolge lo sguardo verso il soffitto.

Sul soffitto: Stemma dei Brazzà; La caduta di Fetonte; putti raffiguranti le stagioni.
Stanza n.1 : 
- riquadri con grottesche e motivi floreali;
- monocromi raffiguranti i 4 continenti
- scena architettonica di rovine;
- scena architettonica barocca;

Soffitto: Endimione e Selene; scene di lotte fra animali.
Stanza n.2 :
- Apollo
- Narciso e Eco
- Pan e Siringa

Soffitto: cornici lobate:
- Venere
- Diana
- Giunone
- Flora - Primavera che sparge i fiori tutto intorno e figura con ali di libellula

 Stanza n.3 :
- Ellisse centrale sul soffitto con sfondamento prospettico raffigurante cielo sereno
- decorazioni allegoriche